# Podczerwone
Podczerwone est une localité polonaise de la gmina de Czarny Dunajec, située dans le powiat de Nowy Targ en voïvodie de Petite-Pologne.